# Мараморочка (река)
Мараморочка — небольшая река в России, протекает по Струго-Красненскому и Псковскому районам Псковской области. Длина реки — 24 км, площадь водосборного бассейна — 80,1 км².
Начинается между деревней Сверётово и горой Ильина Гора. Течёт сначала на юго-запад через деревни Босницы и Рубежок, затем поворачивает на юг, пересекает дорогу М-20 в деревне Мараморочка и далее течёт по заболоченному сосновому лесу, прорезанному множеством каналов. Устье реки находится в 39 км от устья реки Кеби по правому берегу в деревне Мараморка.
Основные притоки — Толстичек (лв) и Чёрный (пр).

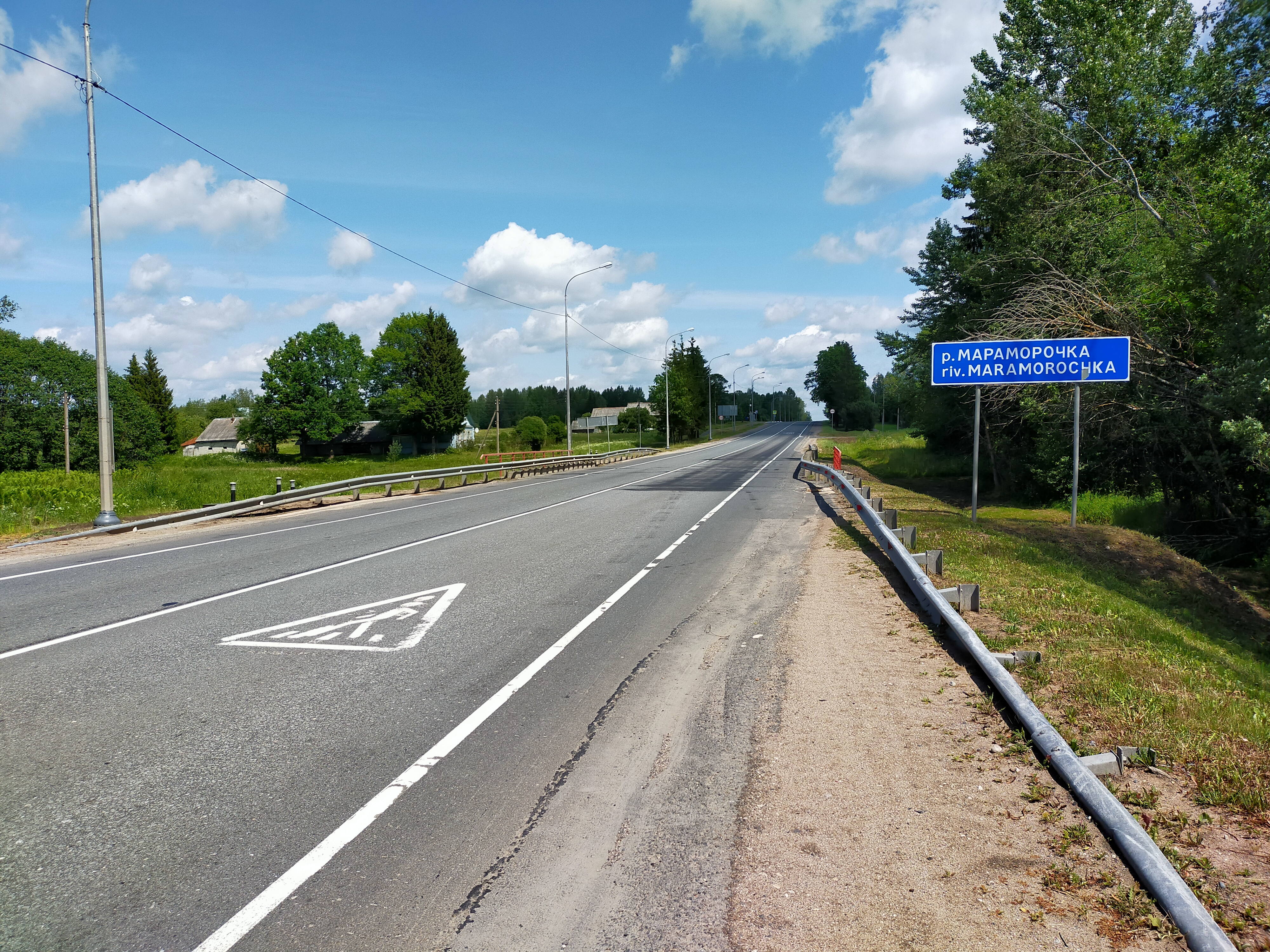
Мост через реку на пересечении с автодорогой Р-23 в деревне Мараморочка

## Данные водного реестра
По данным государственного водного реестра России относится к Балтийскому бассейновому округу, водохозяйственный участок реки — Великая. Относится к речному бассейну реки Нарва (российская часть бассейна).
Код объекта в государственном водном реестре — 01030000212102000029423.